# Антониха (Шудский сельсовет)
Анто́ниха — деревня в Варнавинском районе Нижегородской области. Входит в состав Шудского сельсовета.

## Географическое положение
Деревня расположена в 27 км к северу от районного центра — рабочего посёлка Варнавино, в 163 км к северо-северо-востоку от Нижнего Новгорода.

## История
Ранее была административным центром ныне несуществующего Антонихинского сельсовета, который вошёл в состав Шудского.

## Население
| 1999 | 2002 | 2010 |
| ---- | ---- | ---- |
| 232  | ↘206 | ↘149 |

## Инфраструктура
В деревне расположено отделение Почты России (индекс 606769).